# ديلان شميت
ديلان شميت (بالإنجليزية: Dylan Schmidt)‏ هو ترامبوليني ‏ نيوزلندي، ولد في 7 يناير 1997 في Southport, Queensland ‏ في أستراليا.

## وصلات خارجية
- ديلان شميت على موقع الاتحاد الدولي للجمباز (licence) (الإنجليزية)
- ديلان شميت على موقع الاتحاد الدولي للجمباز (biography) (الإنجليزية)
- ديلان شميت على موقع اللجنة الأولمبية الدولية (الإنجليزية)
- ديلان شميت على موقع أوليمبيديا (الإنجليزية)
- ديلان شميت على موقع اللجنة الأولمبية النيوزيلندية (الإنجليزية)